# Prizrenska Bistrica
Prizrenska Bistrica (alb. Bistrica e Prizrenit) je rijeka na Kosovu, lijeva pritoka Bijelog Drima.
Izvire iz Gornjeg jezera na Šar-planini, jugoistočno od Prizrena, na 2410 metara nadmorske visine. U Bijeli Drim se ulijeva kod mjesta Muradem. Dužina toka iznosi oko 35 kilometara. Gornjim tokom prolazi kroz Duvsku klisuru (između mjesta Sredska i Prizrena), a od Prizrena do ušća kroz Prizrensko polje. Površina slijeva iznosi 158 km2.

## Vanjske poveznice
|  | Zajednički poslužitelj ima još gradiva o temi Prizrenska Bistrica |